# Renzo Lopez
Renzo Lopez (født 16. april 1994) er en uruguayansk fodboldspiller.